# Megaselia flaviscutellata
Megaselia flaviscutellata är en tvåvingeart som beskrevs av Rudolf Beyer 1960. Megaselia flaviscutellata ingår i släktet Megaselia och familjen puckelflugor. Inga underarter finns listade i Catalogue of Life.